# Dorsz arktyczny
Dorsz arktyczny (Arctogadus glacialis) – gatunek morskiej ryby dorszokształtnej z rodziny dorszowatych (Gadidae), podobny, ale znacznie mniejszy od dorsza atlantyckiego i pacyficznego. Ma też mniejsze od nich znaczenie gospodarcze.

## Zasięg występowania
Zasięg występowania tego gatunku obejmuje Ocean Arktyczny i północno-wschodnią część Oceanu Atlantyckiego. W zachodniej części Oceanu Arktycznego oraz wzdłuż północno-zachodnich i północno-wschodnich wybrzeży Grenlandii jest szeroko rozprzestrzeniony.
Jest to gatunek bytujący w pobliżu lodu, głównie w przybrzeżnych wodach, na lub poza granicą szelfu kontynentalnego. Spotykany również na dużych głębokościach (do 1000 m p.p.m.).

## Klasyfikacja
W obrębie rodzaju Arctogadus część taksonomów wyróżnia oprócz A. glacialis drugi gatunek – A. borisovi – przez innych traktowany jako synonim pierwszego.

## Cechy charakterystyczne
Kształt ciała typowy dla dorszowatych. Trzy płetwy grzbietowe i dwie odbytowe wyraźnie oddzielone. Pierwsza płetwa odbytowa krótka. Płetwy są ciemno ubarwione. Grzbietowa część ciała jest brązowa, a brzuszna srebrzysta. Żuchwa lekko wysunięta. Szczęki są silnie uzębione. Oczy duże. Linia boczna przerywana, na głowie nie jest widoczna. Wąsik na podbródku zwykle nie występuje, a jeśli jest to szczątkowy. Dorsz arktyczny osiąga zwykle 25–30 cm, maksymalnie 41 cm długości standardowej.

## Biologia i ekologia
Żywi się rybami (zwłaszcza dorszykiem polarnym Boreogadus saida) i skorupiakami. Biologia rozrodu tego gatunku jest słabo poznana.

## Znaczenie gospodarcze
Gatunek poławiany włokami na głębokościach 230–930 m. Przerabiany na mączkę rybną i olej. W niewielkim stopniu wykorzystywany jako pokarm.